# North Platte (Nebraska)
North Platte è una città degli Stati Uniti d'America, nella contea di Lincoln nello Stato del Nebraska.

## Geografia
È situata alla confluenza tra i fiumi North e South Platte.
North Platte fa parte della North Platte Micropolitan Statistical Area, composta dalle contee di Lincoln, Logan, e McPherson.